# 제27회 대종상
제27회 대종상의 시상식에 관한 내용이다.

## 수상 및 후보

### 최우수작품상
- 아제 아제 바라아제 - 태흥영화 수상

### 감독상
- 서울 무지개 - 김호선 수상

### 남우주연상
- 추억의 이름으로 - 이덕화 수상

### 여우주연상
- 아제 아제 바라아제 - 강수연 수상

### 남우조연상
- 아제 아제 바라아제 - 한지일 수상

### 여우조연상
- 추억의 이름으로 - 김지미 수상

### 신인남자배우상
- 서울 무지개 - 이동준 수상

### 신인여자배우상
- 서울 무지개 - 강리나 수상
- 상처 - 최수지 수상

### 신인감독상
- 칠수와 만수 - 박광수 수상
- 추억의 이름으로 - 유영진 수상

### 촬영상
- 서울 무지개 - 서정민 수상

### 편집상
- 서울 무지개 - 현동춘 수상

### 조명상
- 추억의 이름으로 - 김강일 수상

### 음악상
- 서울 무지개 - 신병하 수상

### 미술상
- 서울 무지개 - 조융삼 수상

### 기획상
- 제2의 성 - 양재문 수상

### 음향기술상
- 추억의 이름으로 - 양대호 수상

### 각색상
- 칠수와 만수 - 최인석 수상

### 녹음상
- 칠수와 만수 - 이영길 수상

### 신인상
- 늑대의 호기심이 비둘기를 훔쳤다 - 박현원(기술 부문) 수상

### 우수작품상
- 서울 무지개 - 극동스크린 수상